# Sistema de numeração hexadecimal
O sistema hexadecimal é um sistema de numeração posicional que representa os números em base 16, portanto empregando 16 símbolos.
Está vinculado a informática, pois os computadores costumam utilizar o byte ou octeto como unidade básica da memória; e, devido a um byte representar {\displaystyle 2^{8}=256} valores possíveis, e isto pode representar-se como {\displaystyle 2^{8}=2^{4}\cdot 2^{4}=16\cdot 16=1\cdot 16^{2}+0\cdot 16^{1}+0\cdot 16^{0}}, o que, segundo o teorema geral da numeração posicional, equivale ao número em base 16 {\displaystyle 100_{16}}, dois dígitos hexadecimais correspondem exactamente —permitem representar a mesma linha de inteiros— a um byte.
Ele é muito utilizado para representar números binários de uma forma mais compacta, pois é muito fácil converter binários pra hexadecimal e vice-versa. Dessa forma, esse sistema é bastante utilizado em aplicações de computadores e microprocessadores (programação, impressão e displays).
Devido ao sistema decimal geralmente usado para a numeração apenas dispor de dez símbolos, deve-se incluir seis letras adicionais para completar o sistema. O conjunto de símbolos fica, portanto, assim
{\displaystyle S=\{0,1,2,3,4,5,6,7,8,9,\mathrm {A} ,\mathrm {B} ,\mathrm {C} ,\mathrm {D} ,\mathrm {E} ,\mathrm {F} \}}

## Contagem em Hexadecimal
Assim como nos outros sistemas numéricos, após o uso de todos os dígitos hexadecimais, se inicia a repetição com a adição de outro dígito:
(...) 8, 9,A(10), B(11), C(12), D(13), E(14), F(15), ... 
Pode parecer pouca a diferença para os números decimais, porém esses 6 dígitos a mais fazem muita diferença. Por exemplo, com dois dígitos, em decimal, é possível fazer 100 combinações diferentes. Em hexadecimal, esse número sobe para 256.

## Conversão de Binário para Hexadecimal
Um dígito em hexadecimal pode representar um número binário de 4 dígitos, dessa forma, para transformar um binário em hexadecimal, separamos o binário em grupos de 4 bits, começando pela direita.
Exemplo:
Binário: 1101000101100011.
1º - separar em grupos de quatro bits:
```
1101 0001 0110 0011

```

2º - identificar os números hexadecimais correspondentes:
```
1101 = D
0001 = 1
0110 = 6
0011 = 3

```

Hexadecimal: D163.

## Conversão de Hexadecimal para Binário
É o inverso do processo anterior. Cada digito será transformado em um número binário de 4 bits.
Exemplo:
```
Hexadecimal: F2A7

F = 1111
2 = 0010
A = 1010
7 = 0111

```

Binário: 1111001010100111.

## Conversão de Decimal para Hexadecimal
Ver-se-á um exemplo numérico para obter o valor de uma representação hexadecimal:
3E0A(16) = 3×163 + E×162 + 0×161 + A×160 = 3×4096  + 14×256 + 0×16 + 10×1 = 15882
Exemplos para obter um número hexadecimal de um número decimal:
```
Divide-se o número decimal por 16. 
           
          85|_16
        - 80   5,3125  Pode-se perceber que contém vírgula nesta divisão,porém, utilizaremos 
          --           apenas o quociente (5) e resto da divisão antes da vírgula (5), 
          050          Não esquecendo de colocar o quociente primeiro e depois o resto.
         - 48          Decimal 85 = 55(hex)
           --
           020         79|_16       O número 79 também contêm vírgula. Pegamos 4  
          - 16       - 64   4,9375  e 15 que é igual a F.
            --         --           Decimal 79 = 4F(hex) 
            040        15
           - 32        .
             --        .
             080
            - 80
              --
               0
```

## Adição Hexadecimal
É possível realizar adições diretamente com números hexadecimais. Basta lembrar que os dígitos 0-9 equivalem aos mesmos em decimal, e que os dígitos a-f equivalem aos decimais 10-15. Assim como na soma de decimais, devemos começar pela direita.
1. Realize a soma por colunas, e pense nos valores decimais dos dígitos
2. Se a soma dos dígitos for menor que 15 (em decimal), registre o valor (em hexadecimal)
3. Se a soma dos dígitos for maior que 15, subtraia 16 do resultado, registre o numero hexadecimal e gere um carry na próxima coluna

Exemplo:
{\displaystyle DF+AC}
{\displaystyle F+C=15+12=27}
{\displaystyle 27-16=11=B}
{\displaystyle D+A+1(carry)=13+10+1=24}
{\displaystyle 24-16=8} com carry de 1.
Então: {\displaystyle DF+AC=18B}

## Tabela de conversão entre hexadecimal, decimal, octal e binário
|  |      |   |       |   |       |  |   |   |   |   |  |
|  | 0hex | = | 0dec  | = | 0oct  |  | 0 | 0 | 0 | 0 |  |
|  | 1hex | = | 1dec  | = | 1oct  |  | 0 | 0 | 0 | 1 |  |
|  | 2hex | = | 2dec  | = | 2oct  |  | 0 | 0 | 1 | 0 |  |
|  | 3hex | = | 3dec  | = | 3oct  |  | 0 | 0 | 1 | 1 |  |
|  |      |   |       |   |       |  |   |   |   |   |  |
|  | 4hex | = | 4dec  | = | 4oct  |  | 0 | 1 | 0 | 0 |  |
|  | 5hex | = | 5dec  | = | 5oct  |  | 0 | 1 | 0 | 1 |  |
|  | 6hex | = | 6dec  | = | 6oct  |  | 0 | 1 | 1 | 0 |  |
|  | 7hex | = | 7dec  | = | 7oct  |  | 0 | 1 | 1 | 1 |  |
|  |      |   |       |   |       |  |   |   |   |   |  |
|  | 8hex | = | 8dec  | = | 10oct |  | 1 | 0 | 0 | 0 |  |
|  | 9hex | = | 9dec  | = | 11oct |  | 1 | 0 | 0 | 1 |  |
|  | Ahex | = | 10dec | = | 12oct |  | 1 | 0 | 1 | 0 |  |
|  | Bhex | = | 11dec | = | 13oct |  | 1 | 0 | 1 | 1 |  |
|  |      |   |       |   |       |  |   |   |   |   |  |
|  | Chex | = | 12dec | = | 14oct |  | 1 | 1 | 0 | 0 |  |
|  | Dhex | = | 13dec | = | 15oct |  | 1 | 1 | 0 | 1 |  |
|  | Ehex | = | 14dec | = | 16oct |  | 1 | 1 | 1 | 0 |  |
|  | Fhex | = | 15dec | = | 17oct |  | 1 | 1 | 1 | 1 |  |
|  |      |   |       |   |       |  |   |   |   |   |  |

## Fracções
As fracções, no seu desenvolvimento hexadecimal, não são exactas a menos que o denominador seja potência de 2. Contudo, os períodos não costumam ser muito complicados.
1/2 = 0,8
1/3 = 0,55...
1/4 = 0,4
1/5 = 0,33...
1/6 = 0,2AA...
1/7 = 0,249249...
1/8 = 0,2
1/9 = 0,1C1C...
1/A = 0,199...
1/B = 0,1745D1745D...
1/C = 0,155...
1/D = 0,13B13B...
1/E = 0,1249249...
1/F = 0,11...

## Tabela de multiplicação
|    | 0 | 1  | 2  | 3  | 4  | 5  | 6  | 7  | 8  | 9  | A  | B  | C  | D  | E  | F  | 10  |
| 0  | 0 | 0  | 0  | 0  | 0  | 0  | 0  | 0  | 0  | 0  | 0  | 0  | 0  | 0  | 0  | 0  | 0   |
| 1  | 0 | 1  | 2  | 3  | 4  | 5  | 6  | 7  | 8  | 9  | A  | B  | C  | D  | E  | F  | 10  |
| 2  | 0 | 2  | 4  | 6  | 8  | A  | C  | E  | 10 | 12 | 14 | 16 | 18 | 1A | 1C | 1E | 20  |
| 3  | 0 | 3  | 6  | 9  | C  | F  | 12 | 15 | 18 | 1B | 1E | 21 | 24 | 27 | 2A | 2D | 30  |
| 4  | 0 | 4  | 8  | C  | 10 | 14 | 18 | 1C | 20 | 24 | 28 | 2C | 30 | 34 | 38 | 3C | 40  |
| 5  | 0 | 5  | A  | F  | 14 | 19 | 1E | 23 | 28 | 2D | 32 | 37 | 3C | 41 | 46 | 4B | 50  |
| 6  | 0 | 6  | C  | 12 | 18 | 1E | 24 | 2A | 30 | 36 | 3C | 42 | 48 | 4E | 54 | 5A | 60  |
| 7  | 0 | 7  | E  | 15 | 1C | 23 | 2A | 31 | 38 | 3F | 46 | 4D | 54 | 5B | 62 | 69 | 70  |
| 8  | 0 | 8  | 10 | 18 | 20 | 28 | 30 | 38 | 40 | 48 | 50 | 58 | 60 | 68 | 70 | 78 | 80  |
| 9  | 0 | 9  | 12 | 1B | 24 | 2D | 36 | 3F | 48 | 51 | 5A | 63 | 6C | 75 | 7E | 87 | 90  |
| A  | 0 | A  | 14 | 1E | 28 | 32 | 3C | 46 | 50 | 5A | 64 | 6E | 78 | 82 | 8C | 96 | A0  |
| B  | 0 | B  | 16 | 21 | 2C | 37 | 42 | 4E | 58 | 63 | 6E | 79 | 84 | 8F | 9A | A5 | B0  |
| C  | 0 | C  | 18 | 24 | 30 | 3C | 48 | 54 | 60 | 6C | 78 | 84 | 90 | 9C | A8 | B4 | C0  |
| D  | 0 | D  | 1A | 27 | 34 | 41 | 4E | 5B | 68 | 75 | 82 | 8F | 9C | A9 | B6 | C3 | D0  |
| E  | 0 | E  | 1C | 2A | 38 | 46 | 54 | 62 | 70 | 7E | 8C | 9A | A8 | B6 | C4 | D2 | E0  |
| F  | 0 | F  | 1E | 2D | 3C | 4B | 5A | 69 | 78 | 87 | 96 | A5 | B4 | C3 | D2 | E1 | F0  |
| 10 | 0 | 10 | 20 | 30 | 40 | 50 | 60 | 70 | 80 | 90 | A0 | B0 | C0 | D0 | E0 | F0 | 100 |